# Horst F. Neumann und Gerda M. Neumann
Horst F. Neumann und Gerda M. Neumann sind ein Graphikerpaar mit einem gemeinsamen Designstudio.

## Vita
Horst F. Neumann (* 22. Dezember 1950 in Wuppertal) absolvierte sein Studium der freien Kunst (Malerei) an der Werkkunstschule und das der Visuellen Kommunikation ebenfalls an der Gesamthochschule in Wuppertal.
Gerda M. Neumann (* 2. Februar 1953 in Geldern), mit einer klassischen, praxisbezogenen und grafischen Vorbildung, absolvierte ihr Studium als Industriedesignerin. Während ihres Abschlusses befasste sie sich interdisziplinär mit der Entwicklung und dem Design zur Digitalisierung von komplexen Messmethoden zur Empfängnisregelung.
Beide lernten sich bereits während der Studienzeit an der GH-Universität Wuppertal, der heutigen Bergischen Universität Wuppertal (BUW) kennen. Sie sind seit 1991 miteinander verheiratet und haben eine gemeinsame Tochter.

## Werk (Auswahl)
Sie pflegen ihre gemeinsamen Vorlieben für Kunst, Design, Ballett, Musik und interdisziplinärem Arbeiten. Ihr Designbüro besteht inzwischen seit über 30 Jahre. In diesem Zeitraum wurden zahlreiche und unterschiedliche Projekte u. a. für den DGB, den WDR, Amnesty International, Kunstmuseum Düsseldorf, der Büchergilde Gutenberg und für das Bundesfinanzministerium realisiert.
An den Briefmarken-Gestaltungswettbewerben nehmen beide seit Beginn ihrer gemeinsamen beruflichen Selbstständigkeit teil. Ihr aktueller Entwurf zum Sonderpostwertzeichen „250. Geburtstag Alexander von Humboldt“ würdigt das vielschichtige, globale Wirken des Universalgelehrten Alexander von Humboldt mit einer zeitadäquaten Grafik. Auf dem kleinen Format gewährt sie den Betrachtern einen Einblick in sein umfassendes Werk und darüber hinaus als dokumentierender und empirisch arbeitender Forscher, der stets einen sehr hohen Wert auf eine wahrheitsgemäße, ästhetische und herausragende visuelle Aufbereitung seiner Ergebnisse legte.
Das erste nach Entwürfen des Graphikerpaars gedruckte Sonderpostwertzeichen war das Motiv (Deutschland) „100 Jahre Kraftpost“ (2005), gefolgt vom ebenfalls zum Tag der Briefmarke erschienenen Motiv „Deutscher und Österreichischer Philatelistentag“ (2006). Erfolgreiche realisierte Entwürfe des Duos aus jüngerer Zeit sind: „125 Jahre Schmalspurbahnen im Harz“ (2012), „100 Jahre Mittenwaldbahn“ (2012), und „100 Jahre Möhnetalsperre“ (2013).

## Auszeichnungen und Preise (Auswahl)
- Wicküler Brauerei, Wuppertal 1982
- Kodak-Foto-Kalenderpreis, Stuttgart 1983
- 66th Art Directors Club NY, First Annual international Exhibition 1987
- Internationale Plakat Biennale Lathi, (Finnland) 1988